# Jerzy Sadek
Jerzy Mirosław Sadek (ur. 13 stycznia 1942 w Radomsku, zm. 4 listopada 2015 w Żyrardowie) – polski piłkarz.

## Życiorys
Wychowanek klubu Stal Radomsko (1954), w latach 1956–1961 grał w Czarnych Radomsko. Od 1961 przez kilkanaście lat bronił barw ŁKS Łódź. W 1973 wyjechał do Holandii. Grał w I-ligowej Sparcie Rotterdam (1972/1973; 22 mecze, 5 goli) oraz Haarlemie (do 1976). Przez pewien czas pracował również jako trener.
Wystąpił w 18 meczach reprezentacji Polski, debiutował w 1965 w meczu ze Szkocją (w ramach eliminacji mistrzostw świata) i strzelił jedną bramkę. Ostatni raz w kadrze wystąpił w 1971 w meczu z reprezentacją RFN.
Jerzy Sadek spoczął w części komunalnej cmentarza na Dołach w Łodzi.

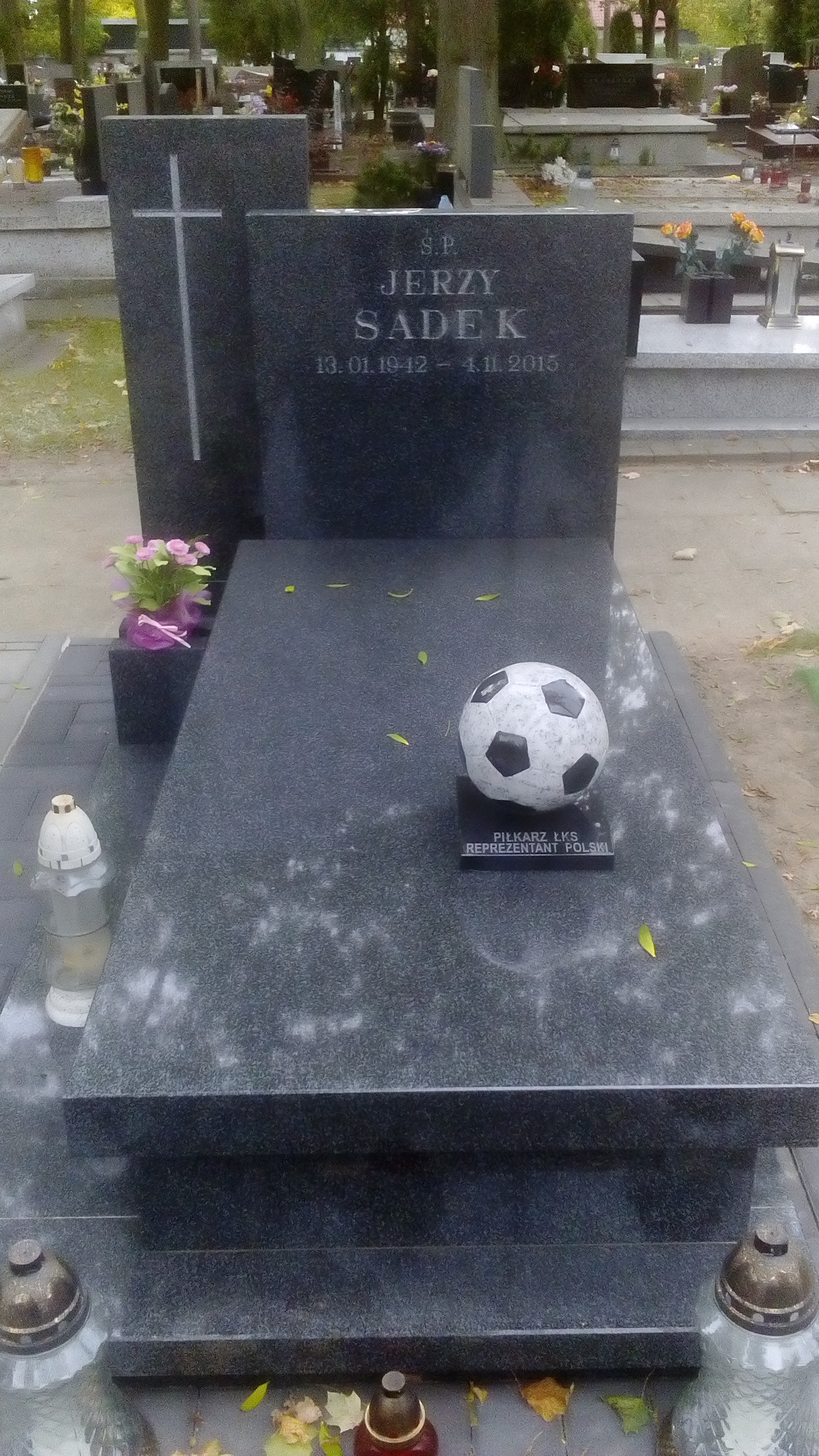
Nagrobek Jerzego Sadka

## Bramki w reprezentacji Polski
- łącznie strzelił 6 bramek; 2 bramki w meczach towarzyskich, 1 w eliminacjach mistrzostw Europy, 3 w eliminacjach mistrzostw świata
  - 1965: ze Szkocją 1 (el. MŚ), z Finlandią 2 (el. MŚ)
  - 1966: z Anglią 1, z Luksemburgiem 1 (el. ME)
  - 1968: z Brazylią 1